# لوتشيانو بالبي
لوتشيانو بالبي (بالإسبانية: Luciano Balbi)‏ هو لاعب كرة قدم أرجنتيني في مركز الدفاع، ولد في 4 أبريل 1989 في روساريو في الأرجنتين. لعب مع إل. دي. يو. كيتو وروزاريو سنترال وريال بلد الوليد ونادي لانوس وهوراكان.

## وصلات خارجية
- لوتشيانو بالبي على موقع إي إس بي إن إف سي (الإنجليزية)
- لوتشيانو بالبي على موقع قاعدة بيانات كرة القدم.إي يو (الإنجليزية)
- لوتشيانو بالبي على موقع Soccerway.com (الإنجليزية)
- لوتشيانو بالبي على موقع عالم كرة القدم.نت (الإنجليزية)
- لوتشيانو بالبي على موقع AS.com (الإسبانية)